# Giấy bóng kính
Giấy bóng kính (tiếng Anh: glassine paper, mã HS: 4806.40) được chế tạo cùng cách thức như giấy không thấm mỡ, nhưng ở giai đoạn cuối cùng của chế tạo, nó đạt tới độ trong suốt đặc trưng và độ dày đặc tăng lên so với thành phần bởi các thao tác lặp đi lặp lại để hút ẩm và láng bóng dưới áp lực các xilanh nóng của máy cán là hạng nặng. Giấy cán là trong suốt tương tự được chế tạo ngày nay bởi một quy trình tương tự khi thêm vào bột các chất plastic hoặc các chất liệu khác.

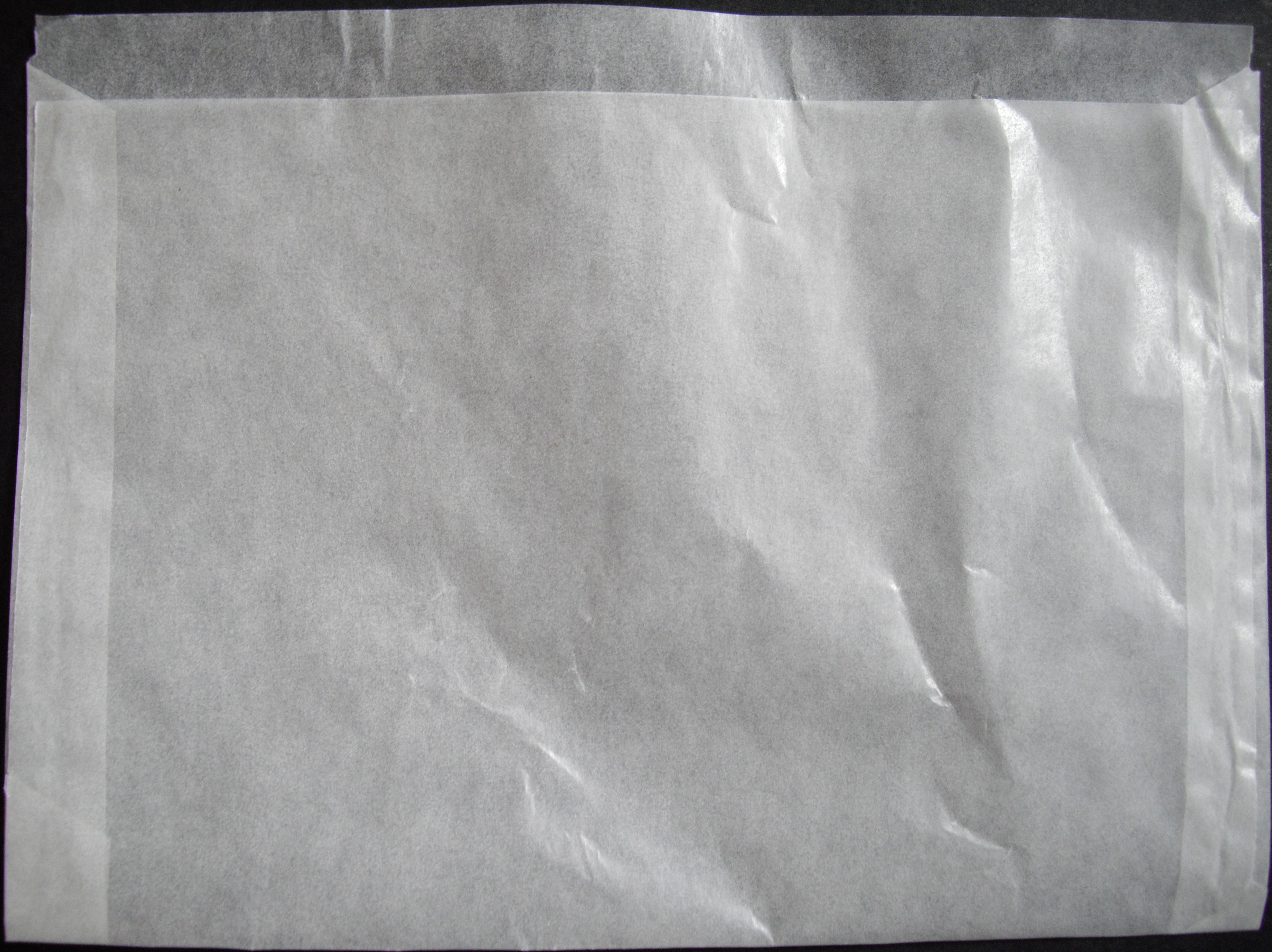
Túi giấy bóng kính dùng đựng ảnh chụp.

Giấy bóng kính gồm giấy bóng trong và giấy bóng mờ.
Giấy bóng kính phần lớn là độ chống thấm kém hơn so với giấy sunphua hóa hoặc giấy không thấm mỡ, có thể được dùng như giấy bao gói thực phẩm, bánh kẹo, hoa, để chế tạo phong bì cho giao dịch.